# 1899 w filmie
Wydarzenia filmowe w 1899 roku.

## Wydarzenia
- 1 listopada – w Berlinie otwarto pierwsze stałe kino o nazwie "Teatr Niezwykłości i Biografii" (prowadził je aktor Otto Pritzkow).
- Arthur Melbourne-Cooper stworzył Apel zapałek, pierwszy lalkowy film animowany.

## Urodzili się
- 2 stycznia – Tytus Dymek, polski aktor (zm. 1970)
- 3 stycznia – Eugeniusz Gielba, polski kierownik produkcji (zm. 1962)
- 6 stycznia – Phyllis Haver, amerykańska aktorka (zm. 1960)
- 15 lutego – Gale Sondergaard, amerykańska aktorka (zm. 1985)
- 27 marca – Gloria Swanson, amerykańska aktorka (zm. 1983)
- 30 maja – Irving Thalberg, amerykański producent filmowy (zm. 1936)
- 30 czerwca – Madge Bellamy, amerykańska aktorka (zm. 1990)
- 7 lipca – George Cukor, amerykański reżyser (zm. 1983)
- 17 lipca – James Cagney, amerykański aktor (zm. 1986)
- 8 sierpnia – Stanisław Sielański, polski aktor (zm. 1955)
- 13 sierpnia – Alfred Hitchcock, brytyjski reżyser, scenarzysta i producent filmowy (zm. 1980)
- 18 sierpnia – Ludwik Sempoliński, polski aktor, reżyser, tancerz i pedagog (zm. 1981)
- 14 września – Hal B. Wallis, amerykański producent filmowy (zm. 1986)
- 20 października – Evelyn Brent, amerykańska aktorka (zm. 1975)
- 25 listopada – Tadeusz Białoszczyński, polski aktor (zm. 1979)
- 25 grudnia – Humphrey Bogart, amerykański aktor (zm. 1957)
- 28 grudnia – Eugeniusz Bodo, polski aktor (zm. 1943)